# Bahnstrecke Matfors–Vattjom
| Streckennummer: | MVaJ                     |                         |                         |
| Streckenlänge: | 4 km                     |                         |                         |
| Spurweite: | 1067 mm ab 1919: 1435 mm |                         |                         |
| |                          |                         |                         |
| \| \| \| von Storlien \| \| \| \| 17 \| Vattjom (ehem. P.-Halt) \| Vattjom (ehem. P.-Halt) \| \| \| \| nach Sundsvall \| \| \| \| 2,8 \| Matfors \| Matfors \| \| \| 3,7 \| Runsvik \| Runsvik \| \| \| \| \| \| \| Quellen: [1][2] \| \| \| \| |                          |                         |                         |
| Strecke |                          | von Storlien            | von Storlien            |
| Dienststation / Betriebs- oder Güterbahnhof | 17                       | Vattjom (ehem. P.-Halt) | Vattjom (ehem. P.-Halt) |
| Abzweig ehemals geradeaus und nach links |                          | nach Sundsvall          | nach Sundsvall          |
| Bahnhof (Strecke außer Betrieb) | 2,8                      | Matfors                 | Matfors                 |
| Betriebsstelle Streckenende (Strecke außer Betrieb) | 3,7                      | Runsvik                 | Runsvik                 |
| |                          |                         |                         |
| Quellen: |                          |                         |                         |

Die Bahnstrecke Matfors–Vattjom war eine ursprünglich schmalspurige schwedische Eisenbahnstrecke zwischen Vattjom in Västernorrlands län und Matfors. Sie hatte eine Spurweite von 1067 mm und wurde von Sundsvalls Järnvägsaktiebolag gebaut.

## Geschichte
Mit dem Bau der Bahnstrecke Sundsvall–Torpshammar zwischen 1872 und 1875 wurde eine drei Kilometer lange Nebenstrecke von Vattjom nach Matfors errichtet. Diese Strecke wurde durch einen Gleisanschluss von einem Kilometer Länge bis zum Ljungan verlängert, um dort Holz auf die Bahn zu verladen.
Die Konzession für die Nebenbahn wurde am 29. November 1872 erteilt. Für den Güterverkehr wurde die Strecke am 11. November 1874 und für den allgemeinen Verkehr am 13. Juli 1875 eröffnet.

## Sundsvalls Järnvägsaktiebolag
1885 erwarb der schwedische Staat für 3,6 Millionen Kronen die Hauptstrecke zwischen Sundsvall und Torpshammar, um diese umzuspuren und in Normalspur zu betreiben. Die Fahrzeuge verblieben wie die Nebenstrecke Vattjom–Matfors im Besitz von Sundsvalls Järnvägsaktiebolag. Es wurde jedoch vereinbart, dass Statens Järnvägar den Verkehr auf der schmalspurigen Nebenbahn abwickelt. Dazu wurden die Güter im Bahnhof Vattjom umgeladen.
Zu Beginn des Jahres 1887 hatte die Sundsvalls Järnvägsaktiebolag 540,268.67 Kronen Schulden. Im Laufe des Jahres versuchte die Gesellschaft, Strecke und Fahrzeuge zu verkaufen, fand aber keinen Interessenten.

## Matfors AB
Am 30. November 1889 fand sich mit Matfors AB ein Käufer, der die Strecke mit allen Fahrzeugen übernahm. Am 31. Dezember 1889 erhielt die Gesellschaft die Erlaubnis, die Bahnstrecke wieder provisorisch für den allgemeinen Verkehr zu öffnen. Die offizielle Übertragung der Konzession erfolgte am 17. Oktober 1890, danach wurde Sundsvalls Järnvägsaktiebolag aufgelöst.

## Tuna fabriksaktiebolag
1892 ging Matfors AB in die Insolvenz. Die Bahnstrecke wurde bei einer Versteigerung am 24. November 1892 von Tuna fabriksaktiebolag übernommen.

## Tuna Järnvägsaktiebolag
Ab dem 1. Januar 1903 wurde die Strecke von der neu gegründeten Tuna Järnvägsaktiebolag weiter betrieben. Diese ist 1929 in die heutige Svenska Cellulosa Aktiebolaget, SCA, aufgegangen.

## Umbau und Einstellung
1919 wurde die Strecke in Normalspur mit 1435 mm Spurweite umgebaut, der Betrieb am 16. Januar 1920 eröffnet. Der Personenverkehr auf der Strecke zwischen Matfors und Vattjom wurde zum 15. Oktober 1931 eingestellt. Am 12. Oktober 1931 folgte die Einstellung des Güterverkehrs zwischen Matfors und Runsvik, dieser Streckenteil wurde 1934 abgebaut.
Der Güterverkehr zwischen Matfors und Vattjom durch die SJ endete am 1. Februar 1967. Noch im gleichen Jahr wurden in Matfors die Schienen entfernt. Der Rest der Strecke wurde 1980 abgebaut. Heute wird der Bahndamm als Rad- und Gehweg verwendet.